# 鶴羽站
鶴羽站（日语：／ Tsuruwa eki */?）是一位於日本香川縣讚岐市津田町鶴羽，隸屬於四國旅客鐵道（JR四國）的鐵路車站。車站編號為T14，本站只停靠普通列車。
車站為1960年代加設的通勤車站，本為單軌不能交換路段，而且部份普通列車並不停靠。因應高德線進行高速化改善工程，本站和八栗口站的情況相同，原路段改為雙軌可交換式設計，並增設月台及讓所有普通列車都停靠。

## 車站結構
本站為簡易車站模式．因此一直都沒有設置站舍。後期設置了自動售票機時亦只設於現時1號月台的月台出入口旁。
第一代車站只設有側式月台1個，為列車不能交換的車站。原月台建築於國道11號旁，最初以磚及水泥灌槳形式建成，後來經歷兩次延長工程，第一次以預製磚砌成；第二次則以鐵架搭成，該月台於改善工程後稱1號月台。為主軌道，特急列車以本軌道通過。改善工程後，在沿軌道旁加設避車軌道及另一個側式月台，該月台稱為2號月台，全以鐵架搭成。兩邊月台均設有有蓋候車亭，1號月台為舊式水泥三邊圍封式設計；2號月台則為鋼架開放式。月台和路面的接駁為無礙障斜道，皆位於末端向丹生站方向。有效長度皆為4輛。
較其他車站不同的是，兩邊月台在車站範圍內是不能互通的，需是靠車站範圍外的平交道連接。基本上，大部份列車均使用1號月台上落，除非是遇上需要避車時，則採用2號月台。

### 月台配置
| 月台 | 路線    | 方向 | 目的地                 |
| ---- | ------- | ---- | ---------------------- |
| 1、2 | ■高德線 | 下行 | 三本松、引田、德島方向 |
| 1、2 | ■高德線 | 上行 | 志度、高松方向         |

## 歷史
- 1961年10月1日：開業。
- 1987年4月1日：日本國鐵分割民營化，車站的營運由JR四國繼承。
- 1998年3月14日：因應高速化改善工程，加建第2月台，並改為列車可交換車站。

## 歷年乘客人數
- 108人（2008年度）
- 102人（2009年度）

## 相鄰車站
四國旅客鐵道（JR四國）
■高德線
讚岐津田（T15）－鶴羽（T14）－丹生（T13）